# Laura Lozano
Laura Camila Lozano Ramírez née le 25 octobre 1986, est une coureuse cycliste colombienne. Active sur route et sur piste, elle a été plusieurs fois médaillée lors de compétitions continentales panaméricaines.

## Repères biographiques
À l'âge de trente et un ans, Laura Lozano met sa carrière sportive entre parenthèses pour prendre la direction de l'équipe cycliste féminine "Merquimia". Mais elle accepte, fin octobre 2018, la proposition de la formation belge Health Mate-Cyclelive de rejoindre ses rangs pour la saison suivante. À la suite d'une préparation conduite par le Costaricien Alexander Sandoval, Lozano reprend la compétition en février à la Semana Ciclista Valenciana.

## Palmarès sur route

### Par année
- 2006
  - Vuelta al Tolima
  - Vuelta al Valle
  -  Médaillée d'argent du championnat de Colombie sur route
  -  Médaillée de bronze de la course en ligne des Jeux sud-américains
  -  Médaillée de bronze du championnat de Colombie du contre-la-montre
- 2007
  - Vuelta al Quindío
  - 2e du Tour du Costa Rica
  -  Médaillée de bronze du championnat de Colombie du contre-la-montre
- 2009
  -  Médaillée de bronze du championnat de Colombie sur route
  - 8e du championnat panaméricain sur route
- 2010
  -  Médaillée de bronze du championnat de Colombie sur route
- 2011
  -  Médaillée de bronze du championnat de Colombie du contre-la-montre
- 2012
  -  Médaillée d'argent du championnat de Colombie du contre-la-montre
  - 2e de la Vuelta a Cundinamarca
- 2014
  - 2e de la Vuelta a Cundinamarca
  -  Médaillée de bronze du championnat panaméricain sur route
  -  Médaillée de bronze du championnat de Colombie sur route
- 2015
  - 3e et 5e étapes du Tour de Colombie
  - 2e du Tour de Colombie
- 2016
  -  Médaillée de bronze du championnat de Colombie sur route
- 2017
  -  Médaillée de bronze du championnat de Colombie du contre-la-montre
- 2018
  -  Médaillée de bronze du championnat de Colombie sur route

### Classements mondiaux
| Année                                 | 2009 | 2010 | 2011 | 2012 | 2013 | 2014 | 2015 | 2016 | 2017 | 2018 | 2019 |
| ------------------------------------- | ---- | ---- | ---- | ---- | ---- | ---- | ---- | ---- | ---- | ---- | ---- |
| Classement UCI                        | 246e | nc   | nc   | 276e | nc   | 69e  | 286e | 219e | 646e | 594e | 778e |
|                                       |      |      |      |      |      |      |      |      |      |      |      |
| Légende : nc = non classéSource : UCI |      |      |      |      |      |      |      |      |      |      |      |

## Palmarès sur piste

### Jeux sud-américains
- 2006
  -  Médaillée de bronze du scratch

### Championnats panaméricains
- 2008
  -  Médaillée d'or de la poursuite par équipes
  -  Médaillée de bronze du scratch

### Championnats de Colombie
- Barranquilla 2009
  -  Médaillée de bronze de la course scratch[3].
- Medellín 2010
  -  Médaillée d'or de la course aux points[4].
- Bogota 2011
  -  Médaillée d'argent de l'omnium[5].
- Cali 2012
  -  Médaillée d'argent de la course aux points des XIX Juegos Deportivos Nacionales[6].
  -  Médaillée de bronze de la poursuite par équipes des XIX Juegos Deportivos Nacionales (avec Angie Rojas et Liliana Moreno)[6].
- Medellín 2014
  -  Médaillée d'or de la poursuite par équipes (avec Camila Valbuena, Milena Salcedo et Angie Guzmán)[7].
- Cali 2017
  -  Médaillée d'argent de la course aux points[8].